# Ballard Rifle
Le Ballard Rifle est une arme longue à chargement par la culasse, à un coup, utilisée pendant la guerre de Sécession par les volontaires du Kentucky.

## Histoire
Le fusil Ballard est conçu et breveté par Charles H. Ballard en novembre 1861 à Worcester, dans le Massachusetts. Environ 3 000 exemplaires sont fabriqués entre 1862 et 1865, dont certains sont utilisés à des fins militaires dans le Kentucky. Les fusils Ballard utilisés par les volontaires du Kentucky portent la marque du Kentucky.

## Variantes
Des variantes sont construites par Ball & Williams (1862-1865), Dwight Chapin & Co. (1862-1863), puis par R. Ball & Co. (1865-1867), Merrimack Arms (1867-1868) et Brown Manufacturing (1869-1873). Le dernier fabricant, et le plus prospère, est J.M. Marlin Firearms Co. qui construit plus de modèles que tous ses prédécesseurs (1870-1890).
Le fusil Ballard a connu plus de 20 variantes au cours de ses 29 années d'existence. Le modèle No. 1 Hunter's est introduit pour la première fois en 1875 pour le calibre .44 rimfire. Le No. 1 sera plus tard produit en .44 rimfire, .45-70 Government, .44 Ballard Long, & .44 Ballard Extra Long. Cette version, ainsi que la version n° 5 1⁄2 Montana sont connus pour être les principaux fusils utilisés pour la chasse au bison. Parmi les autres variantes figurent le modèle de chasseur n° 1 3⁄4, le modèle sportif no 2, le modèle Pacifique no 5 et le modèle de chasseur n° 5 1⁄2 Montana,.